# Sylvain André
Sylvain André est un coureur cycliste français né le 14 octobre 1992 à Cavaillon. Spécialiste du BMX, il est champion du monde de la spécialité en 2018. Il est également vice-champion olympique de BMX racing lors des Jeux olympiques d'été 2024.

## Biographie
Chez les juniors (moins de 19 ans), Sylvain André réalise le triplé en devenant champion du monde, d'Europe et de France. Dans les années qui suivent, il se hisse progressivement au sommet de l'élite mondiale : deux médailles de bronze en contre-la-montre aux championnats du monde (2012 et 2013) sont suivies d'une de bronze aux championnats d'Europe et d'un premier podium en Coupe du monde en 2016. En 2017, il monte sur le podium des championnats du monde, d'Europe et de France sans remporter de titre. Il gagne néanmoins pour la première fois une manche de Coupe du monde et remporte également la victoire au classement général.
Le 9 juin 2018, lors des championnats du monde à Bakou, il devient champion du monde devant son compatriote Joris Daudet. En obtenant deux nouvelles médailles aux mondiaux de 2019 et 2021 (l'édition 2020 est annulée), il devient le premier coureur de l'histoire à monter sur le podium quatre fois de suite dans la discipline.
Entre 2019 et 2022, il remporte quatre fois de suite les championnats de France. Après avoir déjà été remplaçant aux Jeux olympiques de 2012 et 2016, il participe aux Jeux olympiques d'été de 2020. Malgré une chute en demi-finale, il atteint la finale, où il prend la quatrième place. En 2022, il remporte pour la deuxième fois le classement général de la Coupe du monde. En 2023, il chute lourdement aux championnats du monde et sur la dernière manche de la Coupe du monde, se cassant le bras à cette dernière occasion.  Après plusieurs opérations, une longue rééducation et une course contre la montre pour se qualifier pour les Jeux de 2024 à Paris, il fait sa reprise en mars 2024.

## Vie privée
Il a deux enfants avec Eva Ailloud, également spécialiste du BMX.

## Palmarès en BMX

### Jeux olympiques
- Tokyo 2020
  - 4e du BMX
- Paris 2024
  -  Médaillé d'argent du BMX

### Championnats du monde
- Pietermaritzburg 2010
  -  Champion du monde de BMX juniors
- Birmingham 2012
  -  Médaillé de bronze du contre-la-montre BMX
- Auckland 2013
  -  Médaillé de bronze du contre-la-montre BMX
- Rock Hill 2017
  -  Médaillé d'argent du BMX
- Bakou 2018
  -  Champion du monde de BMX
- Heusen-Zolder 2019
  -  Médaillé de bronze du BMX
- Papendal 2021
  -  Médaillé d'argent du BMX
- Nantes 2022
  - 5e du BMX
- Rock Hill 2024
  -  Médaillé de bronze du BMX
- Copenhague 2025
  - 8e du BMX

### Coupe du monde
- 2013 : 4e du classement général
- 2014 : 17e du classement général
- 2016 : 6e du classement général
- 2017 : 1er du classement général, vainqueur d'une manche
- 2018 : 3e du classement général, vainqueur d'une manche
- 2019 : 5e du classement général
- 2020 : 4e du classement général
- 2021 : 39e du classement général
- 2022 : 1er du classement général, vainqueur d'une manche
- 2023 : 8e du classement général

### Championnats d'Europe
- 2010
  -  Champion d'Europe de BMX juniors
- Vérone 2016
  -  Médaillé de bronze du BMX
- Bordeaux 2017
  -  Médaillé de bronze du BMX
- Glasgow 2018
  -  Médaillé de bronze du BMX
- Valmiera 2025
  -  Médaillé de bronze du BMX

### Coupe d'Europe
- 2019 : 6e du classement général, vainqueur de deux manches
- 2020 : vainqueur d'une manche
- 2021 : 1er du classement général, vainqueur de trois manches

### Championnats de France
- 2010
  -  Champion de France de BMX juniors
  -  Champion de France de BMX cruiser juniors
- 2016
  - 2e du BMX
- 2017
  - 2e du BMX
- 2019
  -  Champion de France de BMX
- 2020
  -  Champion de France de BMX
- 2021
  -  Champion de France de BMX
  - 2e du contre-la-montre en BMX
- 2022
  -  Champion de France de BMX
  -  Champion de France de contre-la-montre en BMX

## Décorations
- Chevalier de l'ordre national du Mérite (2024)[7]